# Thornea
Thornea es un  género con dos especies de plantas perteneciente a la familia Hypericaceae. Comprende 2 especies descritas y  aceptadas.

## Descripción
Son arbustos perennes, que alcanzan un tamaño de 1 m de alto, glabros; plantas hermafroditas. Hojas ovadas, 1.5–3 cm de largo y 1–1.5 cm de ancho, ápice redondeado a obtuso, base cuneada, decurrente, cartáceas, pelúcido-punteadas, nervios laterales enlazados cerca del margen, mayormente a 3–5 mm de distancia; pecíolos 2–5 mm de largo. Inflorescencias terminales en las ramitas laterales, cimosas, de 3 flores; sépalos 5; pétalos 5, rosados y blancos; estambres en 3 grupos de 3, los filamentos libres, cada grupo alternando con una papila estaminodial; estigmas 3, simples, elevados en estilos ca 1/3 de la longitud del ovario. Fruto una cápsula seca, dehiscente más o menos hasta la base en 3 valvas; semillas pocas por valva, ovaladas, de 1 mm de largo, uno de los lados levemente alado.

## Taxonomía
El género fue descrito por Breedlove & E.M.McClint. y publicado en Journal of Botany, British and Foreign 66: 141. 1928. La especie tipo es: Thornea matudae (Lundell) Breedlove & E.M. McClint.

## Especies aceptadas
A continuación se brinda un listado de las especies del género Thornea aceptadas hasta septie,bre de 2014, ordenadas alfabéticamente. Para cada una se indica el nombre binomial seguido del autor. abreviado según las convenciones y usos.	
- Thornea calcicola (Standl. & Steyerm.) Breedlove & E.M. McClint.
- Thornea matudae (Lundell) Breedlove & E.M. McClint.